# Liste des voyages présidentiels à l'étranger de Valéry Giscard d'Estaing

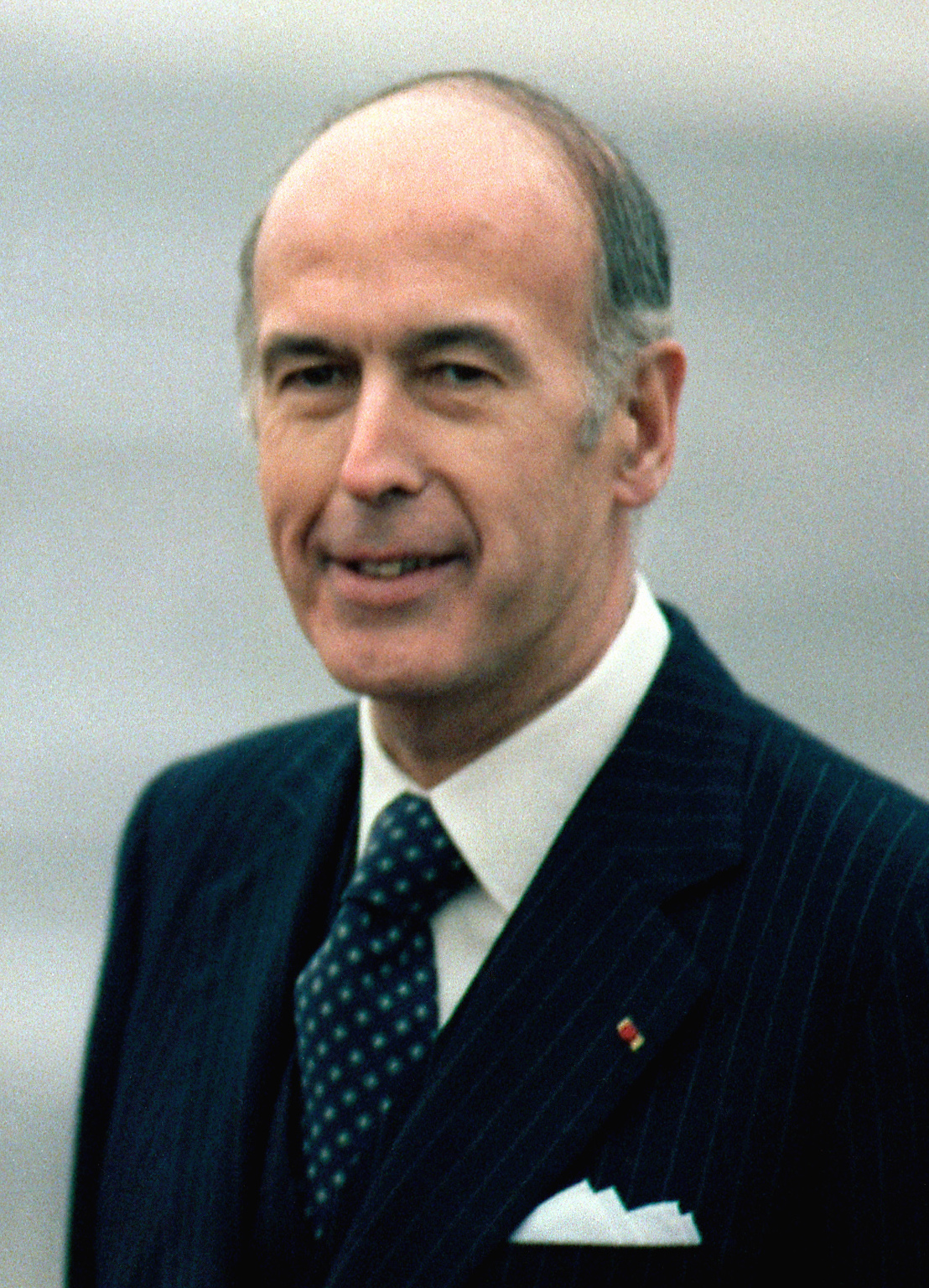
Valéry Giscard d’Estaing en 1978, président du 27 mai 1974 au 21 mai 1981.

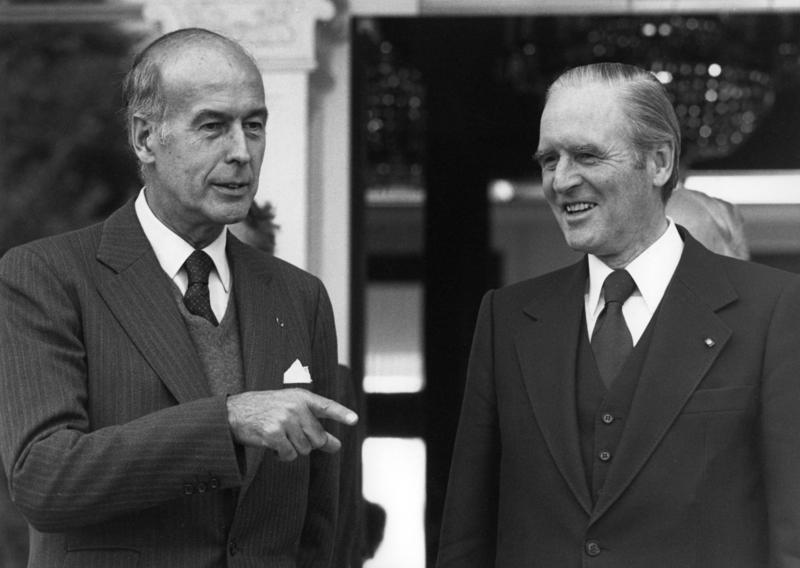
Le président et le président fédéral d'Allemagne Karl Carstens.

La liste des voyages présidentiels à l'étranger de Valéry Giscard d'Estaing répertorie les voyages officiels effectués par le troisième président de la Cinquième République durant son septennat de mai 1974 à mai 1981. Ces déplacements ont une portée symbolique forte des priorités de la politique étrangère de la France, combinée dans certains cas avec la conclusion d'accords ou de traités négociés en amont par les diplomates.
Le contexte international des années 1970 apporte une dimension mondiale croissante aux questions nationales qui rend nécessaire le développement des relations multilatérales. Valéry Giscard d'Estaing est à l'origine de deux enceintes multilatérales majeures :
- Le Conseil européen, institué lors du sommet de Paris des 9 et 10 décembre 1974 qui réunit les chefs d'État et de gouvernement des États membres des Communautés européennes ;
- Le G7, instauré lors du sommet de Rambouillet qui rassemble du 15 au 17 novembre 1975 les chefs d'État et de gouvernement des six principales puissances économiques occidentales.

Marquant l'importance qu'il accorde à l'Afrique, il pérennise le sommet France-Afrique, réuni pour la première fois par Georges Pompidou en 1973, qui est organisé annuellement de 1975 à 1980, alternativement en Afrique et en France.
Pour autant, les relations bilatérales demeurent essentielles, ne serait-ce que pour rapprocher les points de vue afin de faciliter les négociations et les prises de décision à d’autres échelles. Durant ce septennat, les relations bilatérales entre la France et l'Allemagne sont intenses et très loin de se limiter au sommet semestriel institué par de Gaulle et Adenauer. Elles bénéficient aussi de l'entente qui s'établit entre Giscard d'Estaing et Helmut Schmidt, qui forment l'un des « couples » franco-allemands les plus emblématiques. Les liens entre la France et le Royaume-Uni vont aussi être resserrés par la mise en place, à l'occasion du voyage d'État accompli par Giscard-d'Estaing au Royaume-Uni en juin 1976, d'un sommet annuel régulier et de consultations fréquentes au niveau ministériel.

## Liste des voyages présidentiels à l'étranger

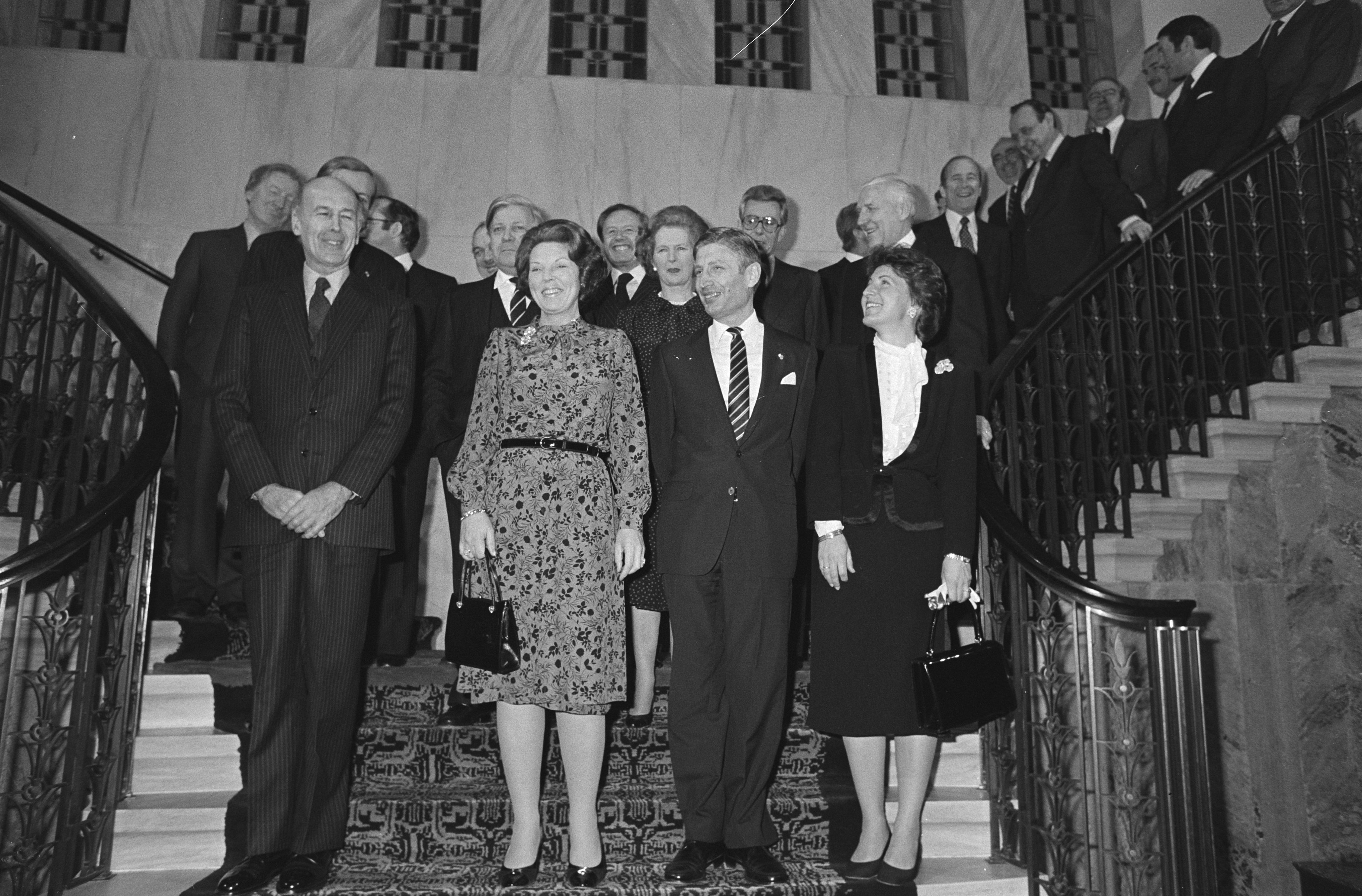
Valéry Giscard d'Estaing avec Helmut Schmidt, la Reine Beatrix, Margaret Thatcher...

La liste des voyages officiels de Valéry Giscard d'Estaing dans un pays et des sommets internationaux auxquels il a participé durant sa présidence repose principalement sur le site officiel de la présidence de la République française (elysee.fr) et sur le site Vie Publique qui répertorie de nombreux discours prononcés par les présidents français (vie-publique.fr).
Les réunions du Conseil européen auxquelles Valéry Giscard d'Estaing participe ne figurent pas dans cette liste.
Seuls les sommets officiels périodiques franco-allemand et franco-britannique qui se déroulent respectivement en République fédérale d'Allemagne (RFA) et au Royaume-Uni figurent dans cette liste.
|    | Dates                      | Pays                | Détails du voyage |
| -- | -------------------------- | ------------------- | --- |
| 1  | 8 - 9 juillet 1974         | RFA                 | Vingt-troisième sommet franco-allemand avec le chancelier Helmut Schmidt et plusieurs ministres. (De premiers entretiens avaient eu lieu à Paris le 31 mai 1974).                     |
| 2  | 9 - 10 décembre 1974       | Paris               | Sommet des États membres des Communautés européennes, fondateur du Conseil européen.                                                                                                  |
| 3  | 14 décembre 1974           | Martinique          | Sommet de la Martinique avec Gerald Ford. |
| 4  | 7 mars 1975                | Rép. centrafricaine | Second sommet France-Afrique. |
| 5  | 10 - 12 avril 1975         | Algérie             | Entretien avec le président Houari Boumédiène. |
| 6  | 3 mai 1975                 | Maroc               | Entretien avec le roi Hassan II. |
| 7  | 17 - 18 juin 1975          | Pologne             | Premier voyage officiel dans un pays communiste. Entretien avec Gierek |
| 8  | 25 - 26 juillet 1975       | RFA                 | Sommet franco-allemand. |
| 9  | 31 juillet 1975            | Finlande            | Rencontre entre les 4 puissances occidentales, Allemagne de l'Ouest, États-Unis, France et Royaume-Uni.                                                                               |
| 10 | 31 juillet - 1er août 1975 | Finlande            | Phase finale de la CSCE avec 35 chefs d'État ou de gouvernement. |
| 11 | 7 - 9 août 1975            | Zaïre               | Entretien avec le président Mobutu Sese Seko. |
| 12 | 14 - 17 octobre 1975       | URSS                | Entretien avec Léonid Brejnev. |
| 13 | 6 - 8 novembre 1975        | Tunisie             | Entretien avec le président Habib Bourguiba. |
| 14 | 15 - 17 novembre 1975      | Sommet G6           | Premier sommet fondateur du G6 / G7 : France (Giscard d'Estaing), États-Unis (Ford), RFA (Schmidt), Royaume-Uni (Wilson), Japon (Takeo Miki), Italie (Moro).                          |
| 15 | 17 - 18 mai 1976           | États-Unis          | Voyage officiel aux États-Unis. Entretiens avec Gerald Ford. |
| 16 | 22 - 23 juin 1976          | Roy.-Uni            | Premier voyage officiel d'un président français depuis 1960. Entretiens avec James Callaghan, Premier ministre depuis avril 1976. Instauration d'un sommet franco-britannique annuel. |
| 17 | 27-28 juin 1976            | Sommet G7           | Second sommet du G7. |
| 18 | 5 - 6 juillet 1976         | RFA                 | Sommet franco-allemand semestriel. Entretiens avec Helmut Schmidt. |
| 19 | 5 - 8 août 1976            | Gabon               | Entretien avec le président Omar Bongo. |
| 20 | 4 - 7 octobre 1976         | Iran                | Entretien avec Mohammad Reza Pahlavi, Shah d'Iran. |
| 21 | 6 - 7 décembre 1976        | Yougoslavie         | Entretien avec le Maréchal Tito. |
| 22 | 22 - 25 janvier 1977       | Arabie saoudite     | Entretiens avec le roi Khaled ben Abdelaziz. |
| 23 | 13 - 15 février 1977       | Mali                | Entretiens avec le colonel Moussa Traoré, président du comité militaire de libération nationale, président du gouvernement et chef de l'État du Mali.                                 |
| 24 | 21 - 23 avril 1977         | Sénégal             | Entretien avec Léopold Sedar Senghor. Quatrième sommet France-Afrique. |
| 25 | 7 - 8 mai 1977             | Sommet G7           | Troisième sommet du G7. |
| 26 | 16 - 17 juin 1977          | RFA                 | Sommet franco-allemand semestriel. Entretiens avec Helmut Schmidt. |
| 27 | 12-13 décembre 1977        | Roy.-Uni            | Deuxième sommet annuel franco-britannique. |
| 28 | 11 - 15 janvier 1978       | Côte d'Ivoire       | Voyage officiel. Entretiens avec le président Félix Houphouët-Boigny. |
| 29 | 24 - 26 mai 1978           | ONU                 | Premier discours d'un président français à l'Assemblée générale des Nations unies. Le discours porte sur le droit à la sécurité et le désarmement dans le monde.                      |
| 30 | 26 mai 1978                | États-Unis          | Dîner de travail avec Jimmy Carter. |
| 31 | 23 juin 1978               | RFA                 | Dîner de travail avec Helmut Schmidt. Rédaction d'un texte commun sur la coopération monétaire européenne.                                                                            |
| 32 | 28 - 30 juin 1978          | Espagne             | Voyage officiel. Entretiens avec Adolfo Suárez, président du gouvernement. |
| 33 | 16 - 17 juillet 1978       | Sommet G7           | Quatrième sommet du G7. |
| 34 | 19 - 21 juillet 1978       | Portugal            | Voyage officiel. Entretiens avec Mário Soares, Premier ministre, et António Ramalho Eanes, Président de la République portugaise.                                                     |
| 35 | 14 - 15 septembre 1978     | RFA                 | Trente-deuxième sommet franco-allemand. |
| 36 | 23 - 24 septembre 1978     | Pologne             | Entretiens avec Edward Gierek, Premier secrétaire du comité central du POUP. |
| 37 | 4 - 8 octobre 1978         | Brésil              | Voyage officiel. Entretiens avec le général Ernesto Geisel, président de la République brésilienne.                                                                                   |
| 38 | 25 - 26 octobre 1978       | Italie              | Entretien avec le pape Jean-Paul II. Entretiens avec le Premier ministre Giulio Andreotti.                                                                                            |
| 39 | 20 - 22 décembre 1978      | Guinée              | Entretien avec le président Ahmed Sekou Touré. |
| 40 | 5 - 6 janvier 1979         | Guadeloupe          | Conférence de la Guadeloupe des 4 puissances occidentales, entre Callaghan, Carter, Giscard d'Estaing et Schmidt.                                                                     |
| 41 | 8 - 10 février 1979        | Cameroun            | Voyage officiel. Entretiens avec Ahmadou Ahidjo, président du Cameroun. |
| 42 | 28 février - 3 mars 1979   | Mexique             | Voyage officiel. Entretiens avec José López Portillo, président du Mexique. |
| 43 | 8 - 10 mars 1979           | Roumanie            | Voyage officiel. Entretiens avec le président Nicolae Ceaușescu. |
| 44 | 26 - 28 avril 1979         | URSS                | Voyage officiel. Entretiens avec Léonid Brejnev. |
| 45 | 17-18 mai 1979             | Rwanda              | Voyage officiel. Entretiens avec le président Juvénal Habyarimana. |
| 46 | 21-22 mai 1979             | Rwanda              | Sixième sommet France-Afrique. |
| 47 | 28-29 juin 1979            | Sommet G7           | Cinquième sommet du G7. Accord de compromis sur l'énergie. |
| 48 | 1 - 2 octobre 1979         | RFA                 | Trente-quatrième sommet franco-allemand. |
| 49 | 29 octobre 1979            | RFA                 | Voyage officiel à Berlin-Ouest. |
| 50 | 19 - 20 novembre 1979      | Roy.-Uni            | Quatrième sommet annuel franco-britannique. Entretiens avec Margaret Thatcher. |
| 51 | 25 - 28 janvier 1980       | Inde                | Voyage officiel. Entretiens avec le Premier ministre Indira Gandhi. |
| 52 | 1 - 3 mars 1980            | Koweït              | Voyage officiel au Proche-orient. Entretiens avec l'émir du Koweït Sabah al-Ahmad al-Jaber al-Sabah                                                                                   |
| 53 | 3 - 4 mars 1980            | Bahreïn             | Voyage officiel au Proche-orient. Entretiens avec Issa ben Salmane Al Khalifa, émir du Bahreïn.                                                                                       |
| 54 | 4 - 5 mars 1980            | Qatar               | Voyage officiel au Proche-orient. Entretiens avec l'émir du Qatar Cheikh Hamad ben Khalifa Al Thani.                                                                                  |
| 55 | 5 - 6 mars 1980            | EAU                 | Voyage officiel au Proche-orient. Entretiens avec Zayed ben Sultan Al Nahyane, président des EAU.                                                                                     |
| 56 | 8 - 9 mars 1980            | Jordanie            | Voyage officiel au Proche-orient. Entretiens avec le roi Hussein ben Talal de Jordanie.                                                                                               |
| 57 | 10 mars 1980               | Arabie saoudite     | Étape supplémentaire, non planifiée à l'origine. Entretiens avec le roi Khaled ben Abdelaziz et le prince-héritier Fahd ben Abdelaziz Al Saoud d'Arabie Saoudite.                     |
| 58 | 19 mai 1980                | Pologne             | Entretiens avec Léonid Brejnev et Edward Gierek, faisant suite à l'invasion de l'Afghanistan.                                                                                         |
| 59 | 2 -3 juin 1980             | Finlande            | Entretien avec le Président Urho Kekkonen. |
| 60 | 22-23 juin 1980            | Sommet G7           | Sixième sommet du G7. |
| 61 | 8 - 11 juillet 1980        | RFA                 | Voyage officiel et trente-sixième sommet franco-allemand. |
| 62 | 15 - 21 octobre 1980       | Chine               | Voyage officiel. Entretiens avec Hua Guofeng, président du PC chinois, et Zhao Ziyang, Premier ministre.                                                                              |

## Sources
1. ↑  Laurence Baratier-Negri, « La relation bilatérale, un échelon de négociation réactivé dans les années 1970 : l’exemple de la relation franco-britannique », Relations internationales, no 170,‎ 2017, p. 79-90 (lire en ligne)
2. ↑  « Recherche "Valéry Giscard d'Estaing" », sur Élysée.fr, 2021
3. ↑  « Recherche "Valéry Giscard d'Estaing" », sur Vie publique.fr, 2021
4. ↑  « Les participants à la réunion de Rambouillet », Le Monde,‎ 17 novembre 1975 (lire en ligne)
5. ↑  « Les étapes du voyage de M. Giscard d'Estaing dans les pays du Golfe », Le Monde,‎ 1er mars 1980 (lire en ligne)

## Compléments